# Charles Baxter
Charles Morley Baxter (Minneapolis, 13 maggio 1947) è uno scrittore statunitense.

## Biografia
Nato a Minneapolis nel 1947, vi risiede e insegna all'Università del Minnesota.
Dopo la laurea al Macalester College di Saint Paul, ha ricevuto il dottorato in lingua inglese all'Università di Buffalo nel 1974 e ha iniziato ad insegnare alla Wayne State University e successivamente scrittura creativa all'Università del Michigan.
A partire dal suo esordio nel 1987 con First Light ha pubblicato 5 romanzi, 8 raccolte di racconti, un saggio e 3 collezioni di liriche.
Tra i riconoscimenti ottenuti nel corso della sua carriera si segnala il Michigan Author Award nel 1993, il Premio Rea per il racconto nel 2011 e il Premio PEN/Malamud nel 2021.

## Opere principali

### Romanzi
- First Light (1987)
- Shadow Play (1993)
- Festa d'amore (The Feast of Love, 2000), Mattioli 1885, Fidenza 2014 traduzione di Nicola Manuppelli ISBN 978-88-6261-382-8.
- Saul and Patsy (2003)
- The Soul Thief (2008)

### Racconti
- Harmony of the World (1984)
- Through the Safety Net (1985)
- Gryphon (1985)
- A Relative Stranger (1990)
- Credenti (Believers, 1997), Mattioli 1885, Fidenza 2020 traduzione di Francesca Cosi e Alessandra Repossi ISBN 978-88-6261-739-0
- Burning Down the House: Essays on Fiction (1997)
- Gryphon: New and Selected Stories (2011)
- Vorrei che tu facessi una cosa per me (There's Something I Want You to Do: Stories, 2015), Mattioli 1885, Fidenza 2016 traduzione di Nicola Manuppelli ISBN 978-88-6261-491-7.

### Saggi
- The Art of Subtext: Beyond Plot (2007)

### Poesia
- Imaginary Paintings (1989)
- The South Dakota Guidebook (1974)
- Chameleon (1970)

## Filmografia
- Feast of Love, regia di Robert Benton (2007) (soggetto)

## Premi e riconoscimenti
- Associated Writing Programs Award: 1984 per Harmony of the World
- Guggenheim Fellowship: 1985
- Michigan Author Award: 1993
- Minnesota Book Award for General Non-fiction: 2008 per The Art of Subtext: Beyond Plot
- Premio Rea per il racconto: 2011
- Premio PEN/Malamud: 2021